# La Barque bleue
La Barque bleue est une peinture à l'huile sur toile de 109 × 129 cm, réalisée en 1887 par le peintre français Claude Monet.
Elle a appartenu à la collection Thyssen-Bornemisza et a fait l'objet d'une vente en 1976.
Marthe, à gauche, et Blanche Hoschedé sont représentées dans une barque sur la rivière Epte à Giverny[réf. souhaitée].